# Верхний Суварыш
Верхний Суварыш — деревня в Далматовском районе Курганской области. Входит в состав городского поселения Далматово.

## История
До 1917 года входила в состав Далматовской волости Шадринского уезда Пермской губернии. По данным на 1926 год состояла из 147 хозяйств. В административном отношении являлась центром Верхнесуварышского сельсовета Далматовского района Шадринского округа Уральской области.

## Население
| 1926 | 1989 | 2002 | 2010 |
| ---- | ---- | ---- | ---- |
| 720  | ↘215 | ↗233 | ↘154 |

По данным переписи 1926 года в деревне проживало 720 человек (336 мужчин и 384 женщины), в том числе: русские составляли 100 % населения.